# Мирослав (Любачівський)
Верхо́вний архієпи́скоп Миросла́в Іва́н Любачі́вський (24 червня 1914, Долина — 14 грудня 2000, Львів) — єпископ Української греко-католицької церкви (УГКЦ), кардинал Католицької церкви; із 7 вересня 1984 року — Верховний архієпископ Львівський — предстоятель Української греко-католицької церкви.

## Життєпис

Учні Долинської народної школи УПТ після першого причастя. 1923. У першому ряду четвертий зліва Мирослав Любачівський, п'ятий — Омелян Антонович

Єпископський герб Патріарха Мирослава (Любачівського)

Верховний архієпископ Святослав освячує пам'ятник Мирославу Любачівському в Долині

Мирослав Іван Любачівський народився 24 червня 1914 року в містечку Долина на Івано-Франківщині (тоді — Долинський повіт).
Його батьки — Євстахій Любачівський та Ганна Олійник — мали трьох синів, з яких Мирослав був найстаршим.
Помер 14 грудня 2000 року о 4.00 год. Похований у крипті собору святого Юра м. Львова.

### Навчання
Початкову освіту здобув у «Рідній школі» в Долині. 1933 року закінчив з відзнакою навчання у Стрийській гімназії. У 1934–1937 роках навчався в українській греко-католицькій Львівській богословській академії на факультеті філософії, а потім на факультеті теології.
У 1937 році розпочав дальші богословські студії в Єзуїтській колегії Канізіанум в Інсбруці (Австрія).

### Служіння церкві
18 серпня 1938 року прийняв свячення в сан диякона. 21 вересня 1938 року приймає ієрейські свячення з рук митрополита Кир Андрея Шептицького. Це відбулося в каплиці митрополичих палат катедрального собору св. Юра у Львові. Був призначений на служіння в Львівську архієпархію.
Після свячень продовжує навчання в Інсбруцькому університеті. У 1939 році, у зв'язку з початком Другої світової війни, університет був змушений перенестися до Швейцарії. Саме там, у 1941 році, о. Мирослав Любачівський захистив свою докторську працю з богослов'я на тему: «Боротьба св. Василія Великого з аріанством, виражена в його літургії» (Розвідка над Літургією святого Василія Великого).
Після того, в 1942–1945 роках, студіював у Біблійному інституті у Римі (Біблікум), де в 1944 році здобуває ступінь магістра біблійних наук і доктора теології, і в Григоріанському університеті (1945–1947), де отримав ліценціат з філософії. У 1945–1947 роках студіює медицину в Королівському Італійському університеті в Римі. Під час Другої світової війни надає духовну опіку українцям з Європи.

#### На еміграції
У травні 1947 року виїхав до США для опіки над українськими емігрантами-католиками в м. Філадельфія, потім у Стемфорді. Служить секретарем Архієпископа УГКЦ.
У 1949 році призначений парохом церкви св. Петра і Павла в Клівленді (штат Огайо), служив на парафіях штатів Пенсільванія та Вісконсин. Тут також розпочалася його письменницька діяльність. Серед ранніх творів і публікацій є кілька недільних проповідей та переклад Катехизму Тридентського собору, а пізніше появилися такі його праці: «Вірую в єдиного Бога», «Десять заповідей Божих», «Ранішні розважання», недільні проповіді та багато богословських статей.
У 1968 році о. Любачівський став духівником Української католицької семінарії св. Йосафата у Вашингтоні. Пастирював у Манасі та Ричмонді (штат Вірджинія).
У 1971 році його призначено професором Академії св. Василія у Філадельфії (штат Пенсільванія). У 1973 році о. Любачівський був призначений духівником семінарії св. Василія у Стемфорді, штат Коннектикут. У квітні 1978 року Папа Павло VI надав о. Любачівському ступінь почесного прелата.
1977 року призначений духовним директором семінарії св. Василія Великого у м. Стемфорд.
13 вересня 1979 року Папа Іван Павло II призначив його Архієпископом і митрополитом Філадельфійським і 12 листопада 1979 року, разом з Верховним Архієпископом УГКЦ Йосифом Сліпим і митрополитом Максимом Германюком, у Сикстинській капелі в Римі хіротонізував його на єпископа (перша хіротонія за особистою участю Папи Івана Павла II в історії УГКЦ). Тоді ж призначений був Архієпископом УГКЦ у м. Філадельфія.
27 березня 1980 року, після Синоду єпископів УГКЦ отримав призначення на коад'ютора Верховного архієпископа з правом спадкоємності. Переїжджає до Риму. Після смерті кардинала Йосифа Сліпого 7 вересня 1984 року обраний на Верховного архієпископа Львівського. 25 травня 1985 року його призначено членом колегії кардиналів з титулом церкви св. Софії а Віа Боччеа в Римі. Четвертий кардинал в історії УГКЦ.
З 1984 року — секретар української секції Національної католицької конференції.
Не маючи змоги легального в'їзду до тодішньої підрадянської України, брав участь у величних святкуваннях 1988 року 1000-ліття хрещення Руси-України в Ченстохові (Польща), куди з'їхалися українці з усієї Польщі.

#### Повернення в Україну
Після легалізації УГКЦ в Україні 30 березня 1991 року врочисто повернувся в Україну. Засновує Архієпископську курію, реорганізує структури кліру, налагоджує працю навчальних закладів для формування пастирів, створює чотири нові єпархії, надає увагу співпраці з мирянами в справі відновлення патріархального устрою, знімає напругу у взаєминах з православними, відбудовує різні інституції, вирішує соціальні потреби священства, налагоджує зв'язки з представниками світської влади, висвячує сотні нових священників, налагоджує катехитичну діяльність «недільних» (парафіяльних) шкіл для релігійної освіти народу.
У травні 1992 року відкрив перший в самостійній Україні Синод єпископів УГКЦ, де заявив про подальшу діяльність спрямовану на визнання УГКЦ як патріархату. Відновлює діяльність Львівської богословської академії.
У 1995–1996 роках, у зв'язку з поганим станом здоров'я, Синод Єпископів УГКЦ обрав владику Любомира Гузара єпископом-помічником глави УГКЦ. Після чого він займався науково-богословською діяльністю.
Помер 14 грудня 2000 року о 4.00 год. Похований у крипті собору св. Юра м. Львова.
Після себе залишив наукові праці, статті й переклади. Підручник з догматики (1953–1959 р. Йорктон—Саскатон Канада), катехизис для священників (1961 р. Нью-Йорк—Мюнхен США—Німеччина), підручник з літургіки (1980 р. США—Ватикан), підручник з морального богослов'я (1992 р. Львів) стали широко вживаними. Видав три книги своїх проповідей (1984–1990 Рим) в Українському католицькому університеті ім. св. Климента Папи. Відоме його звернення «Про єдність святих церков» (1994 р.), присвячене проблематиці «Баламандської угоди» 17–24 червня 1993 року в м. Баламанд (Ліван) між 13 представниками православних церков та 24 представниками римо-католицької церкви, що стало одним з найвизначніших вкладів у справу відновлення українського патріархату.

## Вшанування
На його честь названі вулиці в Івано-Франківську та Долині.
У рідному місті Мирослава Любачівського — Долині, біля будинку в якому він народився (нині вул. Стуса, 1) встановлено пам'ятний знак, урочисто освячений у серпні 2008 року. Іменем кардинала названа також одна з вулиць міста Долини.
10 серпня 2014 року на честь 100-річчя з дня народження Мирослава Любачівського, біля церкви Різдва Пресвятої Богородиці в старій частині міста Долини встановлено пам'ятне погруддя кардиналу. Автори проєкту: Руслан Романишин та Василь Залясько.
Ім'я Мирослава Любачівського носить започаткований у 2012 році в місті Долині щорічний фестиваль духовної пісні «З піснею до Бога».

### Почесні звання
З 31 березня 1991 року Почесний громадянин Львова, Почесний громадянин Тернополя, Почесний громадянин Долини.